# Labish Village
Labish Village az Amerikai Egyesült Államok északnyugati részén, Oregon állam Marion megyéjében elhelyezkedő statisztikai település, a salemi statisztikai körzet része. A 2020. évi népszámlálási adatok alapján 454 lakosa van.

## Népesség
A település népességének változása:
| Lakosok száma | 376  | 412  | 454  |
|               | 2000 | 2010 | 2020 |